# Теофіл Ленартович
Теофіл Александер Ленартович (пол. Teofil Aleksander Lenartowicz; 27 лютого 1822 — 3 лютого 1893) — польський поет епохи романтизму, етнограф. Прізвисько «Мазовецький лірник» (за любов до мазовецького фольклору).

## Життєпис
Походив зі шляхетського роду Ленартовичів гербу Побуг. Батько Кароль походив зі шляхти у ВКЛ, під час 4-літнього сейму вписався до варшавського міщанства, брав участь у повстанні Костюшка як капітан національної міліції. Пізніше, маючи патент майстра-муляра, займався будівництвом у Варшаві. Після смерті батька матір знову вийшла заміж, родина покинула Варшаву, перебравшись на села Равського повіту у лівобережній Мазовії.
Здобув освіту правника, деякий час працював у Варшавському окружному суді. З 1841 року розпочав свою літературну діяльність. На початку 1840-х років він збирав у Мазовії фольклор, який визначив найважливіші риси його поезії.
Брав участь у революційних виступах 1848 року в Кракові. 1849 року був змушений тікати до Дрездена (королівство Саксонія).
1852 року переїхав до Парижа, 1856 року перебирається до Італії, де 1860-го оселився у Флоренції. Тут одружився з Зофією Шимановською, зведеною сестрою Адама Міцкевича. У 1879—1883 роках вивчав слов'янську літературу у Болонському університеті. 1888—1893 Теофіл Ленартович був почесним членом Познанського Товариства друзів науки.

### Творчість
Вагомими працями з доробку Ленартовича є збірники «Ліра» (1855 рік) і «Нова ліра» (1859 рік). Особливістю їх є народний погляд на події, фольклорно-пісенна поетика, ліричність. При цьому він не впадав у сентиментальність.
Темі повстання 1863 року присвячено і найрадикальніший його твір — «Марцин Борельовський-Лелевель» (1865 рік). Також перекладав «Божественну комедію» Данте, О. Пушкіна і Мюссе. Твори самого автора часто перекладались французькою та італійською мовами.